# NGC 6807
NGC 6807 is een planetaire nevel in het sterrenbeeld Arend. Het hemelobject werd op 4 september 1882 ontdekt door de Amerikaanse astronoom Edward Charles Pickering.

## Synoniemen
- PK 42-6.1